# Горбунов, Александр Иванович
Александр Иванович Горбунов (1896—1936) — большевик, рабочий, председатель Вотской (ныне — Удмуртской ) областной ЧК.

## Биография
Родился в Ижевске в семье потомственных рабочих. После окончания училища, ушел работать на завод до 1916 года. Принимал участие в Первой Мировой войне, но после Октябрьской революции примкнул к большевикам. Во время Ижевско-Воткинского восстания был арестован, подвергался пыткам. Через 3 месяца Александру удалось сбежать. В 1918 году вступил в ряды Красной Армии, где принимал участие в боях с колчаковцами. В августе 1920 года назначается начальником политического бюро Ижевской уездной советской милиции. Под его руководством был раскрыт заговор белогвардейцев. Ими задумывалось захватить оружейный магазин и вооружить свои формирования. Однако вся группа организаторов была захвачена во время заседания.
С ноября 1921 года является председателем ЧК, позже — ОГПУ. В 1926 году направляется по собственной инициативе в Среднюю Азию и вплоть до 1933 года работает последовательно начальником отдела, заместителем председателя и председателем ОГПУ Туркменской ССР.
24 января 1936 года скончался в Московской кремлёвской поликлинике. Похоронен на одном из московских кладбищ.

## Награды
- Почётный сотрудник госбезопасности (1927)
- Орден Трудового Красного Знамени (Туркменской ССР) (1930)
- Орден Красной Звезды (1932)